# Дудерштадт
Дудерштадт (нім. Duderstadt) — місто в Німеччині, розташоване в землі Нижня Саксонія. Входить до складу району Геттінген.
Площа — 95,61 км2. Населення становить 20 097 ос. (станом на 31 грудня 2021).